# 中西洋介
中西 洋介 (なかにし ようすけ、1979年8月30日 - ) は、日本の元バドミントン選手。香川町立香川第一中学校（現在は高松市立）、埼玉県立上尾高等学校、日本大学卒業。元バドミントン日本代表。現在は日本ユニシスバドミントン部コーチ。日本ナショナルチームコーチ。

## 経歴
香川県出身。香川第一中学校在学中の1994年全国中学校バドミントン大会男子シングルス優勝。高校は埼玉県の上尾高校に進み、1997年の全国高等学校総合体育大会バドミントン競技大会（インターハイ）男子シングルスで優勝。
日本大学進学後、2000年の全日本総合バドミントン選手権大会男子シングルスで決勝に進出し、準優勝。2001年は全日本学生バドミントン選手権大会（インカレ）男子シングルスで優勝。全日本総合選手権では2年連続で準優勝。2002年2月、ブルガリアのソフィアで開催された世界学生バドミントン選手権大会（de）で銅メダル。
2002年4月、日本ユニシスに入社。2006年、トマス杯に日本チームの一員として出場し、ベスト8。全日本総合選手権の決勝で佐藤翔治に17-21、13-21で敗れ、3度目の準優勝。バドミントン日本リーグで最高殊勲選手賞を受賞。2007年、アジアバドミントン選手権大会でベスト8。
世界バドミントン選手権大会には2006年大会と2007年大会の2度出場し、両大会ともに1勝して2回戦敗退。2008年12月に引退。

## 主な成績
国内大会
| 年   | 大会               | 種目       | 成績 |
| ---- | ------------------ | ---------- | ---- |
| 2000 | 全日本総合選手権   | シングルス | 2    |
| 2001 | 全日本総合選手権   | シングルス | 2    |
| 2003 | 全日本社会人選手権 | シングルス | 2    |
| 2004 | 全日本社会人選手権 | シングルス | 3    |
| 2005 | 全日本社会人選手権 | シングルス | 2    |
| 2005 | 全日本総合選手権   | シングルス | 3    |
| 2006 | 全日本総合選手権   | シングルス | 2    |

国際大会
| 年   | 大会                               | 種目       | 成績 |
| ---- | ---------------------------------- | ---------- | ---- |
| 2000 | 世界学生選手権                     | シングルス | 3    |
| 2000 | スコットランドインターナショナル   | ダブルス   | 2    |
| 2001 | USオープン                         | ダブルス   | 2    |
| 2002 | 西オーストラリアインターナショナル | シングルス | 1    |
| 2003 | スリランカインターナショナル       | シングルス | 1    |
| 2005 | ワイカトインターナショナル         | シングルス | 2    |
| 2006 | US オープン                        | シングルス | 1    |
| 2007 | ヴィクトリアインターナショナル     | シングルス | 2    |
| 2007 | USオープン                         | シングルス | 2    |